# Thecocarcelia nigrapex
Thecocarcelia nigrapex är en tvåvingeart som beskrevs av Hiroshi Shima 1998. Thecocarcelia nigrapex ingår i släktet Thecocarcelia och familjen parasitflugor. Inga underarter finns listade i Catalogue of Life.